# Nissan e-NV200
A Nissan e-NV200 egy akkumulátoros elektromos jármű, amelyet a Nissan gyárt Barcelonában, Spanyolországban.

## Története
A Nissan NV200 és a Nissan Leaf alapján a Nissan 2012-ben a detroiti Észak-Amerikai Autószalonon bemutatta a teljesen elektromos változatot.
A Nissal e-NV200 24 kWh-s akkumulátorral van felszerelve, és EPA hatótávolsága 117 km  vagy 40 kWh és hatótávolsága 200 km (WLTP).
A Japán Postaszolgálat 2011 júliusa óta teszteli a prototípusokat. 2011 decemberében a FedEx megkezdte a prototípus tesztelését Londonban.   
A Nissan 100 millió eurót fektetett be az e-NV200 megépítésébe a barcelonai szabadkereskedelmi övezetben, ahol mintegy 700 munkahelyet teremtett. Az értékesítés 2014-ben kezdődött, és a világ minden tájára exportálták. A motor és az akkumulátor rendszere a Nissan Leafre épül, amelyből 100 darabot adtak el 2014 februárjában. 000 darab világszerte.  
2013-ban az e-NV200-at taxiként való használatra tesztelték.

## Műszaki adatok
- Hossz: 4560 mm
- Szélesség: 1755 mm
- Magasság: 1858 mm
- Helyek száma: 2/5/7

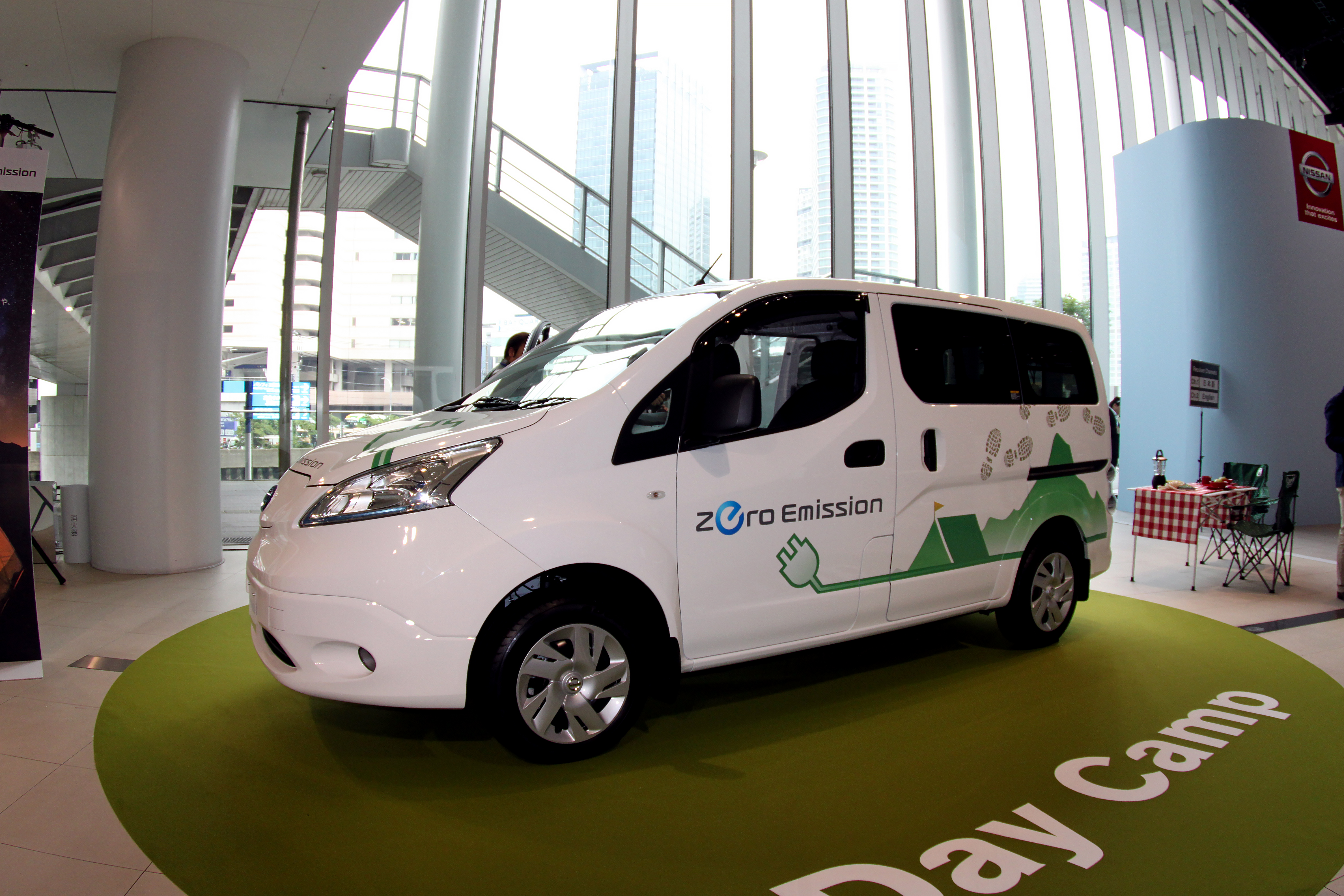

- Ajtók száma: 4/5. 2 első ajtó, 2 tolóoldal és csomagtérajtó vagy 2 40/60 ajtó.
- Terhelhetőség (kg): 614-770 kg
- Rakodási térfogat (m³): 2,1-4,2. Akár 2 euro raklap .
- Maximális teljesítmény: 80 kilowatt (109 CV)
- Maximális sebesség: 123 km/óra
- Sebességváltó: 1 sebességcsökkentő. Arány: 1/9,30
- Elsőkerék-meghajtású
- Fogyasztás: 165 Wh/km (24 kWh NEDC), 25,9 Wh/km (40 kWh WLTP)
- Autonómia: 117 km (24 kWh EPA ). 200 km (40 kWh WLTP).
- Akkumulátor: 24 kWh vagy 40 kWh lítium-ion.
- Töltő típusa: Normál (egyfázisú, 230V)
- Intelligens töltő: Igen
- Kábel hossza: 6 m.
- Fordulási átmérő: 10,6 m.
- Első felfüggesztés: Független McPherson
- Hátsó felfüggesztés: Torziós laprugó
- Kormányzás: elektromos rásegítés
- Fékrendszer: Szervo-rásegítés regeneratív rendszerrel
- Fék az első tengelyen: Tárcsafékek
- Fék a hátsó tengelyen: Tárcsafékek
- Gumiabroncsok: 185/65R15[7][8]

## Akkumulátor
A 24 kWh-s lítium-ion akkumulátor a padló alatt található, és alig csökkenti a töltési kapacitását az NV200-hoz képest. A rakodófelület magassága 523 mm. A 40 kWh-s akkumulátor nagyobb energiasűrűséggel és fajlagos kapacitással rendelkezik: 460 Wh/l és 224 Wh/kg. Nikkel-, mangán- és kobaltkatódot használ. 192 cella van 24 modulban.
A Nissan e-NV200 lítiumakkumulátor-garancia a 9 bar kapacitás alatti töltésveszteség ellen is védelmet nyújt (12-ből) 5 évre vagy 100-ra. 000 km. 

### Az akkumulátor hűtése
A Nissan Leaf passzív, kényszerített akkumulátorhűtéssel rendelkezik, így a környező levegő hűti az akkumulátorokat. Nagyon alacsony hőmérsékleten a fűtőblokkok működésbe lépnek.
A Nissan e-NV200 egy bonyolultabb hűtőrendszerrel rendelkezik, amely a légkondicionáló rendszertől az akkumulátort tartalmazó dobozban lévő radiátorig vezeti a csöveket. A ventilátor levegőt fúj át a radiátoron, hogy lehűtse vagy felmelegítse az akkumulátorokat körülvevő levegőt. 

## Újratöltés

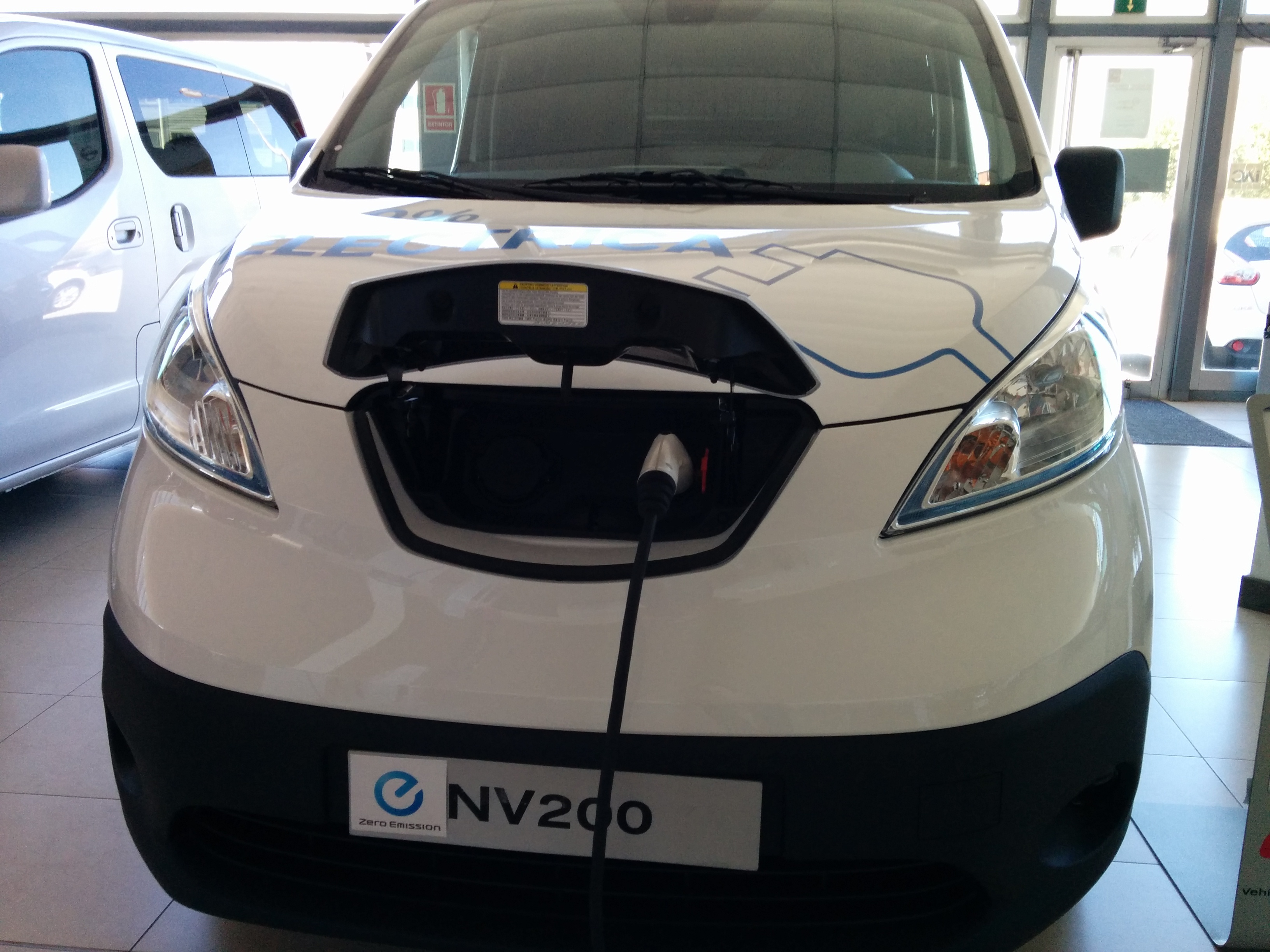
J1772 töltőcsatlakozó

Az otthoni töltés bármely 220 V-os Schuko aljzaton elvégezhető. A Nissan által szállított alkalmi töltő 2,3 kW-10A.
A 40 kWh-s modell J1772 csatlakozóval és Mennekes adapterrel érkezik.
A CHAdeMO gyorstöltés 30 perc alatt 0%-ról 80%-ra képes újratölteni.
| Töltő           | Teljesítmény (kW) | Amper | óra (24 kWh) | óra (40 kWh) |
| --------------- | ----------------- | ----- | ------------ | ------------ |
| EVSE szállított | 23                | 10    | 12           | huszonegy    |
| WallBox 16A     | 3,6               | 16    | 8            | 14           |
| WallBox 32A     | 6,6               | 32    | 4            | 7            |
| CHAdeMO         | ötven             | 100   | 0,7          | 0,7          |

A Nissan e-NV200 tulajdonosok fedezetet kapnak, ha az akkumulátor töltési kapacitása kevesebb mint 5 év vagy 100 000 km alatt 9 bar alá csökken (a műszerfalon látható 12 érték fölé).

### Gyorstöltés
A CHAdeMO gyorstöltési folyamat nagyon gyorsan elindul, akár 106 A intenzitással és csökken. Összehasonlítható egy pohár színültig töltésével: eleinte a folyadékot gyorsan felöntik, és az áramlási sebesség csökken, ahogy a pohár egyre több vízzel telik.

## Vezetés

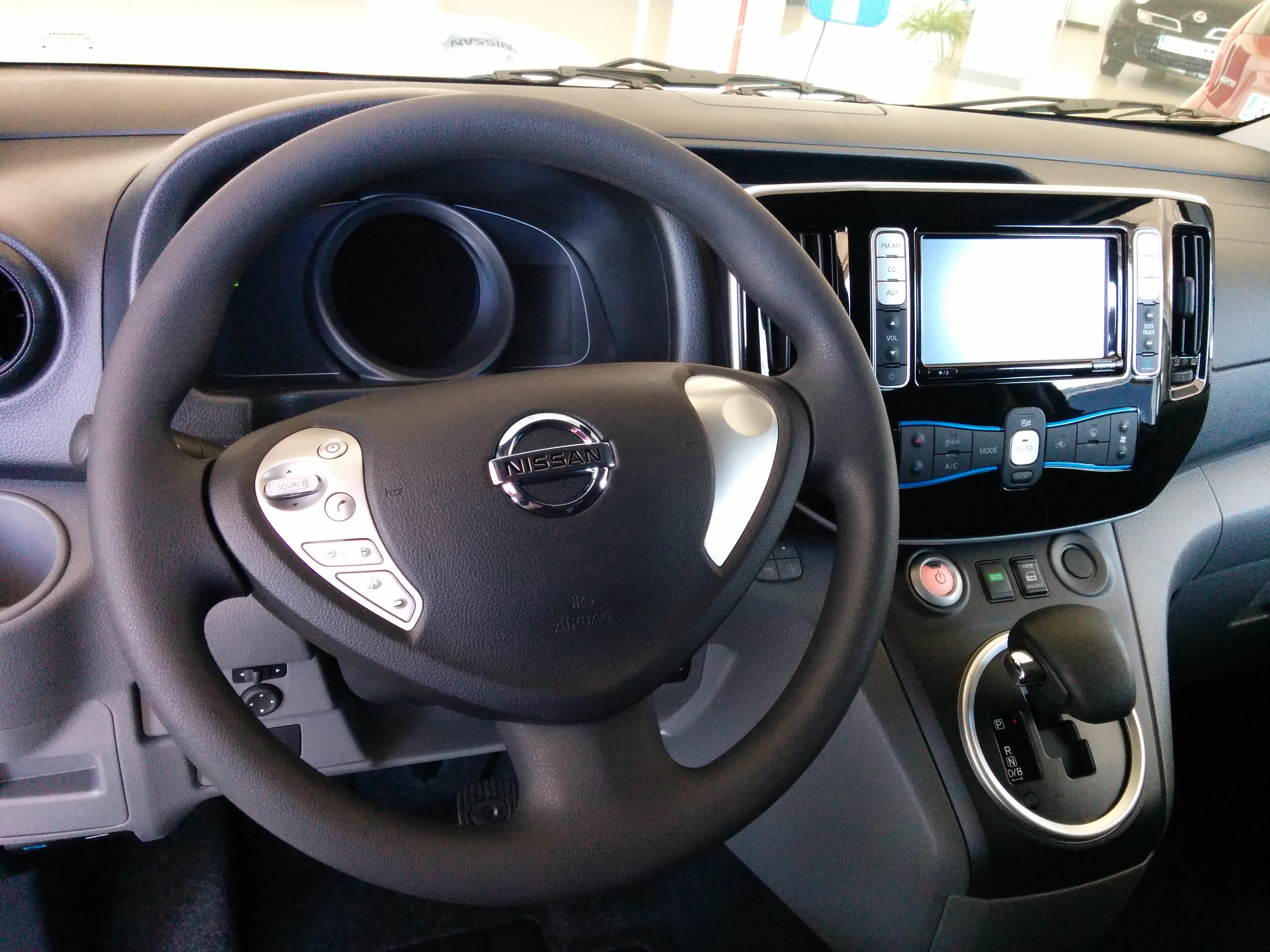
Műszerfal, 7 hüvelykes navigátor.

4 vezetési móddal rendelkezik: D, B, D+Eco, B+Eco.
Az Eco mód csökkenti a légkondicionáló energiafogyasztását, és finomabb gyorsítással módosítja a gázpedál viselkedését.
A B üzemmód növeli a regeneratív fékrendszer teljesítményét. Az Eco móddal kombinálva lehetővé teszi az energiafogyasztás legjobb optimalizálását.
Két pedálja van: gázpedál és fékpedál. Úgy használható, mint egy automata váltós jármű.
5 év garancia jár minden elektromos alkatrészre és 3 év vagy 100 000 km az összes többi alkatrészen. 12 év korróziógátló garancia van rá.

## Verziók
2014-ben 4 verzió volt elérhető:
- Furgón Basic. Nem rendelkezik légkondicionálóval. Opcionálisan 6,6 kW-os (32A) töltési lehetőséggel rendelkezik. Nincs benne CHAdeMO gyorstöltés.
- Combi Basic.
- Furgón Comfort.
- Combi Comfort.[8]

A Combi változatok 5 személy és 1950 liter rakomány szállítására alkalmasak. 2 első ajtóval, 2 hátsó tolóajtóval és egy csomagtérajtóval rendelkeznek.
A Van változatok 2 személy és 4200 liter rakomány szállítására alkalmasak (770 kg-ig). Lehet csomagtérajtó vagy 2 ajtó 40/60 arányban.
A Comfort változatok alapfelszereltségként tartalmazzák a Nissan navigátort és a Carwings telematikai szolgáltatást.
2018 júliusában Spanyolországban piacra került a Camper kempingezésre alkalmas változata. 

### Taxi

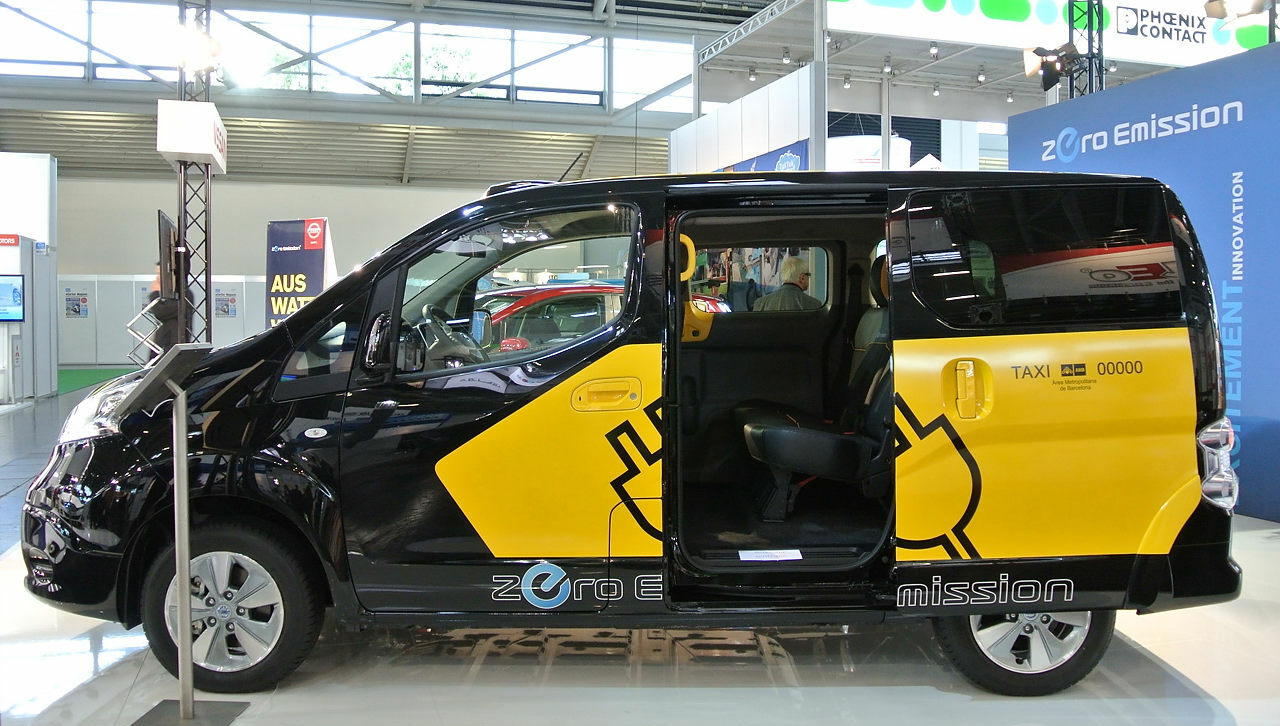
Kombi modell taxiként

A városi taxik esetében megvan az az előnye, hogy nem okoz levegő- vagy zajszennyezést, alacsony a karbantartási igénye, alacsony az elektromos fogyasztása és nagyon nagy a terhelhetősége.
A Combi változat rámpával illeszthető kerekesszékek szállítására. 2014. október 18-án átadták az első 3 e-NV200-at, amelyeket Barcelona városának taxiszolgáltatására szántak. 

## Carwings
Ez egy olyan rendszer, amely összegyűjti a járművek adatait, és telematikán keresztül továbbítja azokat egy adatközpontba. Az autó minden indításakor a rendszer engedélyt kér az adatok továbbítására.  Egyes utazásonként feldolgozott adatok a következők: megtett út, fékhasználat, gyorsítási és lassítási idő, menetidő, lámpák működési ideje, átlagsebesség, sebesség fékezéskor, kapcsolók használata a rendszerek villamosenergia-fogyasztásához viszonyítva, idő a légkondicionáló használatáról, a kar helyzeteinek használatáról, a motor és a tartozékok elektromos fogyasztását illetően. A rendszer lehetővé teszi a felhasználó számára, hogy az internetre csatlakoztatott számítógépről vagy okostelefonról hozzáférjen, és ellenőrizze az akkumulátor töltöttségi állapotát, a jármű hatótávolságát, töltse-e, csatlakoztassa vagy leválasztja a klímaberendezést, és megkapja a töltés befejezéséről szóló üzenetet. Statisztikát is mutat a megtett kilométerekről, a megtett utak számáról és az elhasznált energiáról.
A Nissan minden felhasználó adatait tanulmányozza, hogy szoftver- és firmware- frissítésekkel javítsa a jármű hatékonyságát. 
Azt is lehetővé teszi, hogy a járműből bármikor ellenőrizhesse a legközelebbi töltőállomásokat és azok töltési elérhetőségét.

## Mobilalkalmazások
Számos alkalmazás létezik okostelefonokhoz .

### Carwings
Hivatalos Nissan alkalmazás. Elérhető Androidon. Lehetővé teszi a 12 sáv által képviselt töltöttségi szint, a becsült autonómia és a hátralévő töltési idő megtekintését. Lehetővé teszi a töltés leállítását és elindítását. Be- és kikapcsolhatja a klímaberendezést.

### Open Wings Free
Ingyenes alkalmazás, amelyet a Nissan nem támogat. Androidon elérhető. A Carwings alkalmazás funkciói mellett a töltöttségi szint százalékos arányát mutatja.

## Lásd még
- Nissan Leaf
- Elektromos autók listája

## Fordítás
Ez a szócikk részben vagy egészben  a   Nissan e-NV200 című spanyol Wikipédia-szócikk ezen változatának fordításán alapul.  Az eredeti cikk szerkesztőit annak laptörténete sorolja fel. Ez a jelzés csupán a megfogalmazás eredetét és a szerzői jogokat jelzi, nem szolgál a cikkben szereplő információk forrásmegjelöléseként.